# تاتیانا نیکولایونا رومانوا
گرند دوشس تاتیانا نیکولایونای روسیه (تاتیانا نیکولایونا رومانوا؛ روسی: Великая Княжна Татьяна Николаевна ؛۱۰ ژوئن ۱۸۹۷–۱۷ ژوئیه ۱۹۱۸) دختر دوم تزار نیکلاس دوم، آخرین پادشاه روسیه و تزارینا الکساندرا بود. وی در پیترهوف، سن پترزبورگ متولد شد.
تاتیانا خواهر کوچک گرند دوشس اولگا و خواهر گرند دوشس ماریا، دوشس بزرگ آناستازیا و تزارویچ الکسی بود. او در میان خواهر و برادرهایش به دلیل رفتار سلطه گرانه و مادرانه اش به عنوان «معلم سرخانه» شهرت داشت. تاتیانا از همه بچه‌ها به مادرش (تزارینا الکساندرا) نزدیک‌ترین بود و اغلب ساعت‌های زیادی را به خواندن کتاب برای او می‌گذراند. اغلب تصور می‌شد که او از بین خواهرانش زیباترین است و از لحاظ ظاهری اشرافی‌ترین است. در طول جنگ جهانی اول، او ریاست بسیاری از کمیته‌های خیریه را بر عهده داشت و (به همراه خواهر بزرگترش گراند دوشس اولگا) برای پرستاری آموزش دید. وی از سال ۱۹۱۴ تا ۱۹۱۷ به سربازان مجروح در محوطه تزار سکویه سلو اشتغال داشت. دوران کارش به عنوان پرستار با دستگیری خانواده در سال ۱۹۱۷ پس از اولین انقلاب روسیه به پایان رسید.
به قتل رسیدن وی توسط کمونیست‌های انقلابی باعث شد که توسط کلیسای ارتدوکس روسیه به مقام قداست برسد. به‌طور دروغ شایعه شده بود که تاتیانا و همه خواهران و برادرش از این ترور جان سالم به در برده‌اند و ده‌ها متقلب ادعا کردند از خانواده رومانوف‌ها هستند. نویسنده مایکل اوکلشاو حدس زد که زنی به نام لاریسا تودور ممکن است تاتیانا باشد. با این حال، همه رومانف‌ها، از جمله تاتیانا، توسط بلشویک‌ها کشته شدند.

## ظاهر و شخصیت

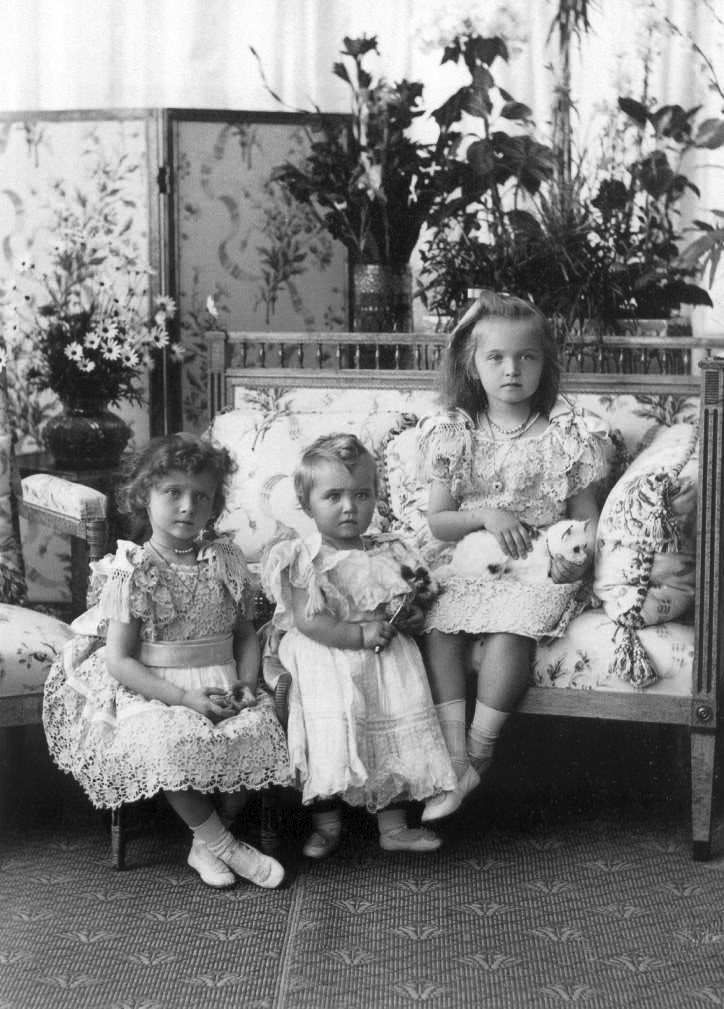
گرند دوشیس تاتیانا، ماریا و اولگا در یک پرتره رسمی که در سال ۱۹۰۰ گرفته شده‌است

تاتیانا بسیار زیبا بود و قدی بلند، اندامی لاغر و ظریف، موهای تیره و چشمهای خاکستری آبی داشت. بسیاری از درباریان او را به عنوان زیباترین از چهار شاهزاده خانم و کسی که بیشتر به مادرشان شباهت داشت می‌نگریستند. یکی از ندیمه‌های ملکه به نام بارونس سوفی باکسهوودن اظهار داشت: "[تاتیانا] از نظر من زیباتر از خواهرانش بود. او حتی از ملکه بلندقامت تر بود، اما آنقدر متناسب بود که قد بزرگش قابل توجه نبود. او ویژگی‌های خوب و منظمی داشت و تصاویر نیاکانش را که در زیبایی شهره بودند به یاد می‌آورد. موهای تیره، پوستی کاملاً کمرنگ و چشمان قهوه ای روشن داشت که به او منظره ای شاعرانه می‌داد.» پرستارش مارگاریتا ایگر می‌نویسد: «کودکی بسیار زیبا، به طرز چشمگیری مانند مادرش، اما از نظر ظاهری ظریف بود.» در سال ۱۹۰۰، مجله انگلیسی، زن در خانه، نوشت: "اینطور که به نظر می‌رسد، گرند دوشس تاتیانا گل سرسبد است !" نیکلاس نوشت که تاتیانا «کودکی بسیار زیبا» بود. هنگامی که او ۸ ساله بود، مربی او پییر ژیلیارد گفت که او «از خواهرش زیباتر است».
تاتیانا علی‌رغم جایگاه والای خود، از عنوان خود استفاده نمی‌کرد و دوستان، خانواده و خادمانش او را با نام و نام خانوادگی، تاتیانا نیکولایونا یا القاب روسی «تانیا»، «تاتیا»، «تاتیانوچکا» یا «تانوشکا» صدا می‌زدند. طبق یک روایت، وقتی بارونس سوفی تاتیانا را با لقب "والا حضرت شاهدخت" مورد خطاب قرار داد او را لگد زد و گفت: "دیوانه ای که اینطور با من صحبت می‌کنی؟" وقتی ۱۴ ساله بود، تاتیانا از طریق تلفن با یکی از پرستاران بیمارستان نظامی کاخ در خانه خود تماس گرفت و ابتدا با پسر ۱۶ سالهٔ او صحبت کرد. پسر که از هویت وی بی‌خبر بود از او خواست که خودش را معرفی کند. او پاسخ داد "تاتیانا نیکولایونا". پسر باور نمی‌کرد که با یک گرند دوشس صحبت می‌کند و سؤال خود را تکرار کرد. باز هم، تاتیانا عنوان سلطنتی خود را به کار نبرد و پاسخ داد که او "دومین دختر رومانوف" است.
تاتیانا یک رهبر اهل عمل و پرورش دهنده بود. خواهرانش هنگامی که درخواستی از والدین خود داشتند، او را به عنوان نماینده خود نزد آنها فرستادند. الگا ۱۸ ماه از تاتیانا بزرگتر بود، اما بدون چون و چرا اجازه می‌داد که تاتیانا رهبر گروه باشد. بارونس سوفی یادآوری می‌کند که «این تاتیانا نیکولایونا بود که از بچه‌ها مراقبت می‌کرد، و یک کمک مداوم به خانواده بود، همیشه مایل بود به آنها کمک کند تا وظایف رسمی شان با زندگی خصوصی مغایرت نداشته باشد.»
جیلیارد نوشت که تاتیانا محفوظ و «کاملاً متعادل» است اما نسبت به الگا کمتر باز و خودجوش است. او از نظر هوشی ساده‌تر از الگا، اما سخت کوش و فداکارتر از او بود. سرهنگ یوجین کوبیلینسکی، نگهبان در تزارسکویه سلو و توبولسک، ادعا کرد که تاتیانا «علاقه ای به هنر ندارد» و «اگر او مرد بود برایش بهتر بود.»
تاتیانا به مد علاقه داشت. به گفته سوفی باکسهوودن، "تاتیانا نیکولایونا لباس را دوست داشت. هر لباسی، هر چقدر هم قدیمی باشد، او در آن خوب به نظر می‌رسید. می‌دانست چگونه لباس بپوشد و مورد تحسین بگیرد. تحسین را دوست داشت. " دوست مادرش آنا ویروبووا نوشت که تاتیانا در گلدوزی و قلاب بافی استعداد دارد و می‌تواند موهای مادر خود را مثل یک آرایشگر حرفه ای آرایش کند. سوفی باکسهوودن می‌گوید تاتیانا یکبار زمانی که آرایشگرش در دسترس نبود، خود موهای خودش را آراست.
تاتیانا از بین چهار خواهر اجتماعی‌ترین بود. به گفته سوفی باکسهوودن، «از دوستان استقبال می‌شد، اما هرگز از هیچ دختر جوانی برای آمدن به کاخ دعوت به عمل نمی‌آمد.» ویروبووا خاطرنشان کرد که تاتیانا به دلیل شخصیت سرزنده و وظیفه‌شناسی اش مشهورترین شاهزاده خانم در آن زمان بود. ویروبووا و لیلی دهن ادعا کردند که تاتیانا آرزو دارد دوستان هم سن و سال خود را ببیند اما مقامش و انزجار مادرش از زندگی زندگی اجتماعی او را محدود می‌کند.
مانند مادرش، تاتیانا بسیار مذهبی بود. او مرتباً کتاب مقدس خود را می‌خواند، الهیات می‌خواند و با معنای «خوب و بد، غم و بخشش و سرنوشت انسان بر روی زمین» منازعه می‌کرد. او تصمیم گرفت که «باید بسیار تلاش کرد زیرا بازگشت به خیر شر است و شر حاکم است.» نویسنده آ. موسولف ادعا کرد که طبیعت تودار تاتیانا به او شخصیتی «پیچیده» با عمق معنوی بیشتری نسبت به خواهرش، الگا، داده‌است. مدرس انگلیسی او، سیدنی گیبز، ادعا کرد که تاتیانا دین را به عنوان یک وظیفه می‌داند تا اشتیاق.
فقط دوستان و نزدیکان وی از جنبه درون گرایانه شخصیتش اطلاع داشتند. دِهن یادآوری می‌کند: "او را مانند مادرش، خجالتی و تودار و مغرور می‌دانستند، اما همین که او را شناختید و به او علاقه پیدا کردید، این توداری ناپدید می‌شد و تاتیانای واقعی آشکار می‌شد." "او موجودی شاعرانه بود، همیشه آرمان گرا بود و آرزوی دوستی‌های بزرگی را داشت که ممکن است از آن او باشد." چبوتاروای پرستار تاتیانا را مانند دختر خودش دوست داشت و ادعا می‌کرد وقتی عصبی است تاتیانا دست او را می‌گیرد. تاتیانا به او گفت: «من خیلی وحشت زده و ترسیده‌ام - نمی‌دانم با چه کسی احوالپرسی کردم و چه کسی نه.»
تاتیانا مانند خواهرانش روحانی و ساده دل بود. هنگامی که او کودک بود، از اینکه فهمید پرستارش مارگارتا ایگر به خاطر مراقبت از او دستمزد می‌گیرد شوکه شد. وقتی ایگر به او گفت که «تو هر ماه دیده‌ای که من پولم را می‌گیرم»، تاتیانا پاسخ داد که «من همیشه فکر می‌کردم این یک هدیه است.» هنگامی که ندیمه اش کالسکه ای را بدون حضور خدمتکار فرستاد، تاتیانا و الگا تصمیم گرفتند برای اولین بار به خرید بروند. آنها دستور دادند کالسکه در نزدیکی تعدادی از مغازه‌ها متوقف شود و وارد یکی از فروشگاه‌ها شدند. مغازه داران آنها را نمی‌شناختند زیرا لباس پرستاری به تن کرده بودند. آنها بدون خرید چیزی از مغازه خارج شدند، زیرا پول با خود نداشتند و نمی‌دانستند چطور از آن استفاده کنند. روز بعد، آنها از چبوتاروا نحوهٔ خرید با پول را پرسیدند.
معلم فرانسوی پیر جیلیارد نوشت که تاتیانا و الگا با شور و اشتیاق خود را وقف یکدیگر می‌کردند.
تاتیانا بیش از هر خواهر دیگری به مادرش نزدیکتر بود و بسیاری او را دختر مورد علاقه الکساندرا می‌دانستند.معلم فرانسه پیر ژیلیارد یادآوری می‌کند: «اینگونه نبود که خواهرانش مادرشان را کمتر دوست داشته باشند، اما تاتیانا می‌دانست چگونه توجه او را بدون خستگی جلب کند و هرگز سمت دمدمی مزاج بودن نمی‌رفت.» در ۱۳ مارس ۱۹۱۶، الکساندرا به نیکولاس نوشت که تاتیانا تنها دختر از چهار دختر آنها بود که وقتی او دید خود را در نگاه به مسائل توضیح داد، «آن را درک می‌کرد» بارونس سوفی نوشت که تاتیانا «از نظر همدردی با مادرش نزدیکتر بود» و «فرزند مورد علاقهٔ والدینش».
تاتیانا به پدرش نزدیک بود. لیلی دهن نوشت که "امپراطور او را دوست داشت [و] اشتراکات زیادی داشتند." او گفت "خواهرانش می‌گفتند اگر چیزی لازم شد، باید از تاتیانا بخواهیم تا با پاپا صحبت کند! "

## اوایل زندگی
تاتیانا در ۱۰ ژوئن ۱۸۹۷ متولد شد. او فرزند دوم و دختر تزار نیکلای دوم و ملکه الکساندرا بود. وی در بدو تولد ۳٫۹ کیلوگرم وزن داشت. الکساندرا هنگام بهوش آمدن پس از زایمان، چهره‌های مضطرب و آشفته اطرافیان را دید و گفت: "خدای من، دوباره یک دختر است. مردم چه خواهند گفت، ملت چه خواهند گفت؟ " دوک اعظم کنستانتین کنستانتینوویچ نوشت که «همه خیلی مأیوس شده بودند چون آنها انتظار یک پسر را داشتند». دوک بزرگ جورج الکساندروویچ، برادر کوچکتر نیکولاس، به او گفت: «من داشتم برای بازنشستگی آماده می‌شدم، اما اینطور که بنظر می‌رسد قرار نبود.» طبق قوانین پائولین، تاج و تخت روسیه نمی‌توانست به یک زن برسد، مگر اینکه تمام وارثان قانونی مرد فوت شده باشند. به همین ترتیب، وارث نیکلاس برادرش جورج بود مگر اینکه صاحب پسری شود. خواهران و برادران تاتیانا، الگا، ماریا، آناستازیا و تزارویچ الکسی بودند. همه بچه‌ها تا آخر عمر کوتاهشان در کنار پدر و مادر خود بودند.

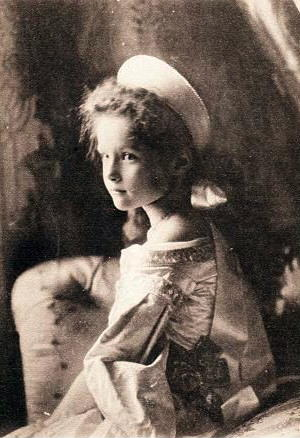
گرند دوشس تاتیانا در سال ۱۹۰۴

در تاریخ ۲۹ مه ۱۸۹۷، دوک اعظم کنستانتین کنستانتینوویچ در دفتر خاطرات خود نوشت که نیکولای دوم تاتیانا را برای ادای احترام به قهرمان زن رمان الکساندر پوشکین، اوژن یونگین، نام گذارد. به گفته وی، او می‌خواست دختران خود را به نام الگا و تاتیانا، خواهران این رمان شعری معروف نامگذاری کند.
عنوان تاتیانا «شاهزاده خانم بزرگ» بود، اما از روسی به انگلیسی «گرند دوشس» ترجمه شد. وی با عنوان «والاحضرت سلطنتی» مقام به مراتب بالاتری را از سایر شاهزاده‌های اروپا که عنوان «والاحضرت شاهدخت» گرفنه بودند، دارا بود.
مانند سایر رومانوف‌ها، تاتیانا با سادگی پرورش یافت. او و خواهرانش بدون بالش روی تختهای سفری می‌خوابیدند، صبح‌ها حمام سرد می‌کردند و دست سازه‌های گلدوزی و بافتنی را هدیه می‌دادند یا به بازارهای خیریه می‌فروختند.

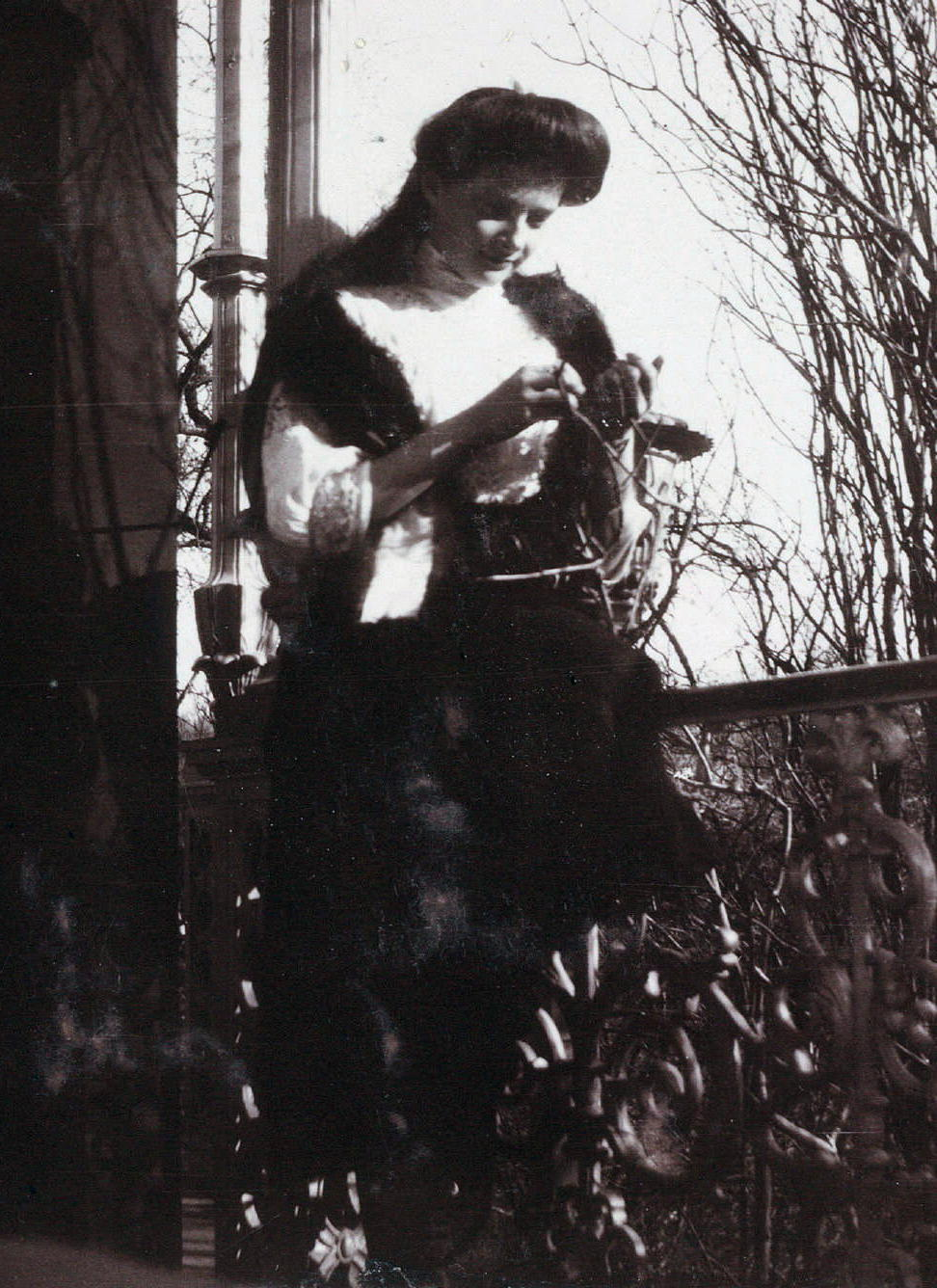
گرند دوشس تاتیانا در سال ۱۹۱۱

در خانه، تاتیانا و الگا در خانواده به عنوان «جفت بزرگ» شناخته می‌شدند. آنها یک اتاق خواب مشترک داشتند و از دوران کودکی به یکدیگر بسیار نزدیک بودند. در بهار سال ۱۹۰۱، الگا تب حصبه گرفت و چند هفته در درمانگاه بود. هنگامی که او در دوران نقاهت بود، تاتیانا اجازه پیدا کرد تا پنج دقیقه خواهر بزرگترش را ببیند اما او را نشناخت. وقتی ندیمه اش مارگاریتا ایگر، به او گفت که این کودک بیمار الگا است، تاتیانای چهار ساله شروع به گریستن کرد و گفت این بچهٔ رنگ پریده و استخوانی نمی‌تواند خواهر عزیز من باشد. ایگر نتوانست او را متقاعد کند.

## رابطه با گریگوری راسپوتین

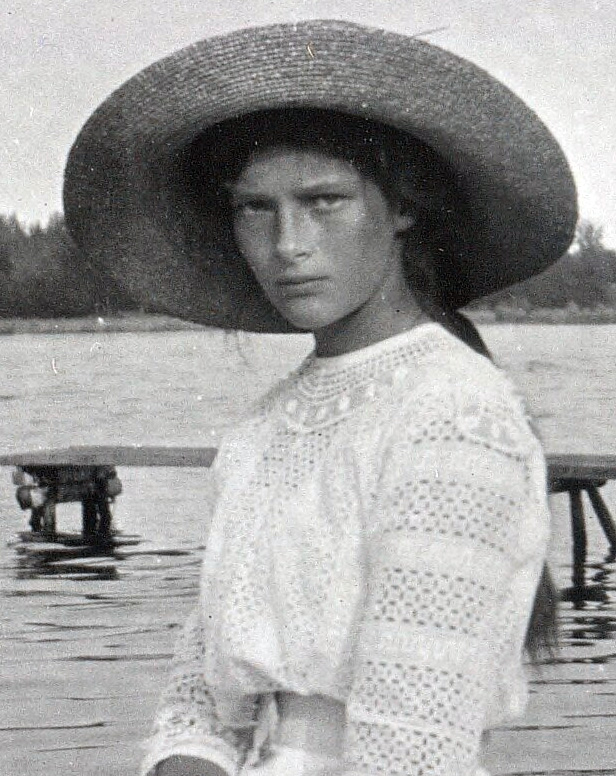
گراند دوشس تاتیانا در سال ۱۹۱۲ در حین مسافرت دریایی تابستانی خانواده با کشتی استندارت.

تزارویچ الکسی، برادر کوچک تاتیانا از حملات مکرر و شدید هموفیلی رنج می‌برد. تاتیانا، مادرش و سه خواهرش همه ناقل بالقوه ژن هموفیلی بودند. تزارینا نوه ملکه ویکتوریا بود که برای اولین بار ژن هموفیلی را به فرزندان خود منتقل کرد. عمهٔ تاتیانا گراند دوشس الگا الکساندرونا گفت که ماریا، خواهر کوچکتر تاتیانا، در حین عمل لوزه‌های خود در دسامبر ۱۹۱۴ بیش از حد خونریزی کرد. پزشک جراح چنان نگران بود که تزارینا مجبور شد او را به ادامه کار ترغیب کند. الگا الکساندرونا ادعا کرد که هر چهار خواهرزاده اش بیش از حد طبیعی خونریزی داشته‌اند و آنها ناقل ژن هموفیلی هستند. ناقلین ژن دارای بیماری هموفیلی نیستند، اما می‌توانند علائم آن را داشته باشند، از جمله یک عامل انعقاد خون غیرطبیعی که می‌تواند منجر به خونریزی شدید شود.
تزارینا به مشاوره گریگوری راسپوتین، یک دهقان روس و سرگردان اعتماد کرد و دعای او را درمان تزارویچ بیمار می‌دانست. تاتیانا و خواهرها و برادرش راسپوتین را «دوست ما» می‌دانستند و به او اعتماد داشتند. در پاییز سال ۱۹۰۷، پدر تاتیانا خواهرش، گراند دوشس الگا الکساندرونا را پرورشگاه فرستاد تا او نیز بتواند با راسپوتین ملاقات کند. تاتیانا و خواهر و برادرهایش همگی لباس خواب سفید بلندی بر تن داشتند و از حضور راسپوتین ناراحت نبودند. در فوریه ۱۹۰۹، راسپوتین با ارسال تلگرافی به فرزندان شاه، به آنها توصیه کرد: "عاشق ذات خداوند و خلقت او به ویژه این زمین باشید. مادر خدا همیشه مشغول گل و سوزن دوزی بود. " در یک نامه، تاتیانای ۱۱ ساله از راسپوتین خواست که به ملاقات او برود و از اینکه نمی‌تواند مادرش را بیمار ببیند ابراز تاسف کرد. وی نوشت: «اما شما می‌دانید زیرا همه چیز را می‌دانید.»
سوفیا ایوانونا تیوتچوا یکی از ندیمه‌ها، از دسترسی راسپوتین به اتاقهای بچه‌ها و دیدن آنها با لباس خواب ناراضی بود و درخواست ممنوعیت ورود او به آن بخش از ساختمان را کرد. او به گرند دوشس زنیا گفت که راسپوتین در نبود آنها الگا و تاتیانا را دیده، با آنها صحبت کرده و نوازششان کرده‌است. خواهرها حضور راسپوتین را از تیوتچوا پنهان کردند و از صحبت با ندیمهٔ خود در مورد او ترسیده بودند. تاتیانا از این تنش آگاه بود و از واکنش مادرش در برابر کارهای تیوتچوا می‌ترسید. در ۸ مارس ۱۹۱۰، تاتیانای ۱۲ ساله به مادرش نوشت: "من خیلی می‌ترسم که سوفیا ایوانونا دربارهٔ دوستمان چیز بدی بگوید. امیدوارم پرستارمان با دوست ما خوش برخورد باشد. " الکساندرا، تیوتچوا را به این دلیل اخراج کرد.
همه گزارش‌ها حاکی از این است که راسپوتین رابطهٔ بی خطری با بچه‌ها داشته‌است، اما نیکلای از راسپوتین خواست که از رفتن به اتاق بچه‌ها خودداری کند. گرند دوشس زنیا بعد از شنیدن ماجرای تیوتچوا وحشت کرد. در ۱۵ مارس ۱۹۱۰ او در دفتر خاطرات خود می‌نویسد: "نمی‌فهمم چرا برادرم و خانواده اش با راسپوتین که یک خلیست است مثل یک قدیس رفتار می‌کنند.
ماریا ایوانوونا ویشنیاکوا، یکی دیگر از پرستارهای فرزندان خانواده سلطنتی راسپوتین را محترم می‌شمرد اما مدتی بعد در بهار ۱۹۱۰، او ادعا کرد راسپوتین به او تجاوز کرده‌است. ملکه ادعای او را نپذیرفت زیرا راسپوتین را مرد مقدسی می‌دانست. الکساندرا به الگا الکساندرونا گفت دربارهٔ ادعای ویشنیاکوا تحقیق کرده ولی او را همراه یک گارد قزاق در رختخوابش دیده‌اند. در سال ۱۹۱۳، ویشنیاکوا از کار برکنار شد.

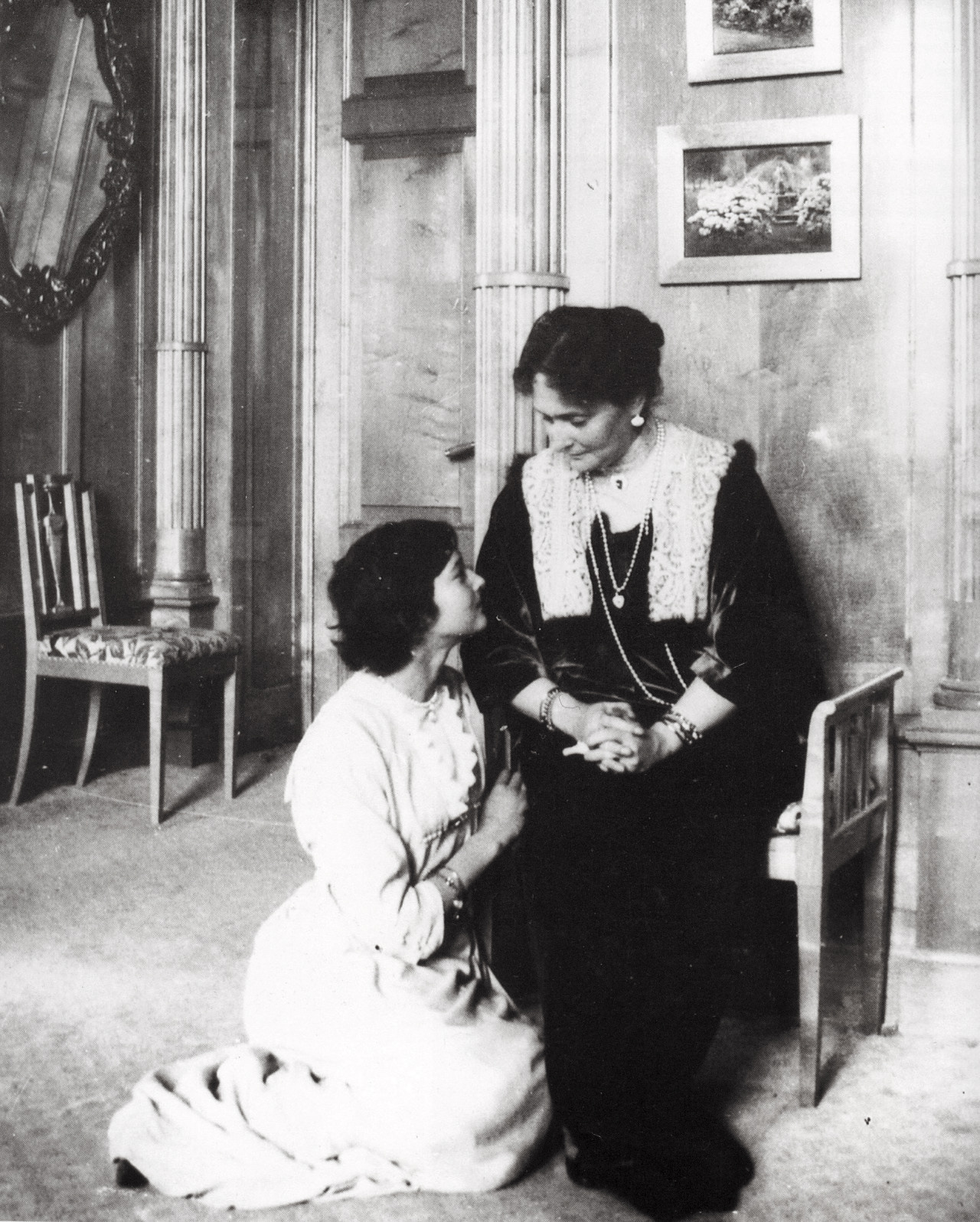
تاتیانا با مادرش در سال ۱۹۱۴. پس از بیماری حصبه در سال ۱۹۱۳ او موهایش را کوتاه کرده بود.

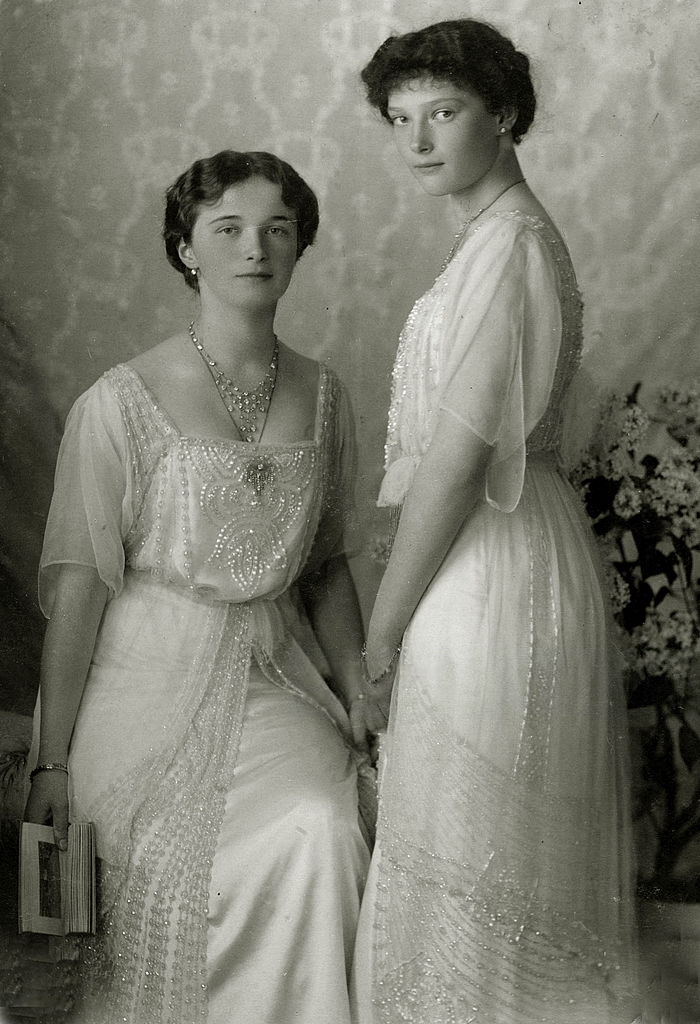
تاتیانا نیکلایونا با خواهر بزرگتر خود، الگا